# Quercus parvula
Quercus parvula — вид рослин з родини букових (Fagaceae); ендемік Каліфорнії, США.

## Опис
Типові рослини заввишки від 1 до 3 м. Гілочки товсті й сіро-коричневі. Листки 3–16 см, вічнозелені, довгасті, ланцетні або яйцюваті, голі з обох сторін; тьмяно-оливково-зелені зверху; тьмяно-сіро-зелені знизу; поля цілі, рідко зубчасті; верхівка від гострої до загостреної; ніжка листка 2–10 мм завдовжки. Жолудь завдовжки 3–4 см, яйцюватий, з різко звуженим кінчиком, на ніжці; чашечка діаметром 1–1.5 см; дозріває на другий рік.

## Середовище проживання
Ендемік Каліфорнії, США (у т. ч. острова Санта-Круз).
Зростає в морських чапаралях і соснових лісах, вологих рідколіссях.

## Використання
Корінні американці використовували жолуді багатьох дубів для приготування олій, супів, рагу або хліба після вилуговування дубильних речовин. Можливе також використання для спалювання й озеленення.

## Загрози
Загрозами є деградація середовища проживання та випас худобою. Q. parvula уражається грибком Phytophthora ramorum. Сильна посуха та багаторазові лісові пожежі ще більше зменшили розмір деяких субпопуляцій.

## Етимологія
Епітет parvula означає «дуже малий».